# Elephantopoides
Elephantopoides barkhausenensis (“elefante de Barkhausen”) es el nombre dado por Kaever y Lapparent 1974; Freise y Klassen 1978 a una serie de huellas fósiles (Icnotaxón) de saurópodos encontradas en Barkhausen (Jurásico superior), Alemania fueron descubiertos junto con las pisadas de un gran terópodo (Megalosauripus barkhausensis) en un acantilado casi vertical, en 1921. Hoy en día, las pistas están protegidas por una cubierta. Se encuentran entre las icnitas más importantes de Alemania y es considerado el primer dinosaurio saurópodo europeo que fue nombrado.
Las características de las huellas son de tipo ancho, los rastros de las manos es un tercio del área del pie, la anchura de la huella es la mitad de la anchura del pie. Los rastros van desde arriba hacia abajo, lo que se infiere que todos los ejemplares se dirigían en una misma dirección. Las impresiones de las patas traseras son forma redondeada con un diámetro desde 32 hasta 38 centímetros, mientras las impresiones del pie delantero son más bien pequeñas, de 27 centímetros con forma de media luna. La longitud del tranco es de unos 1,50 metros.
No hay detalles morfológicos pues los rastros no están óptimamente conservados, no hay detalles como las marcas de las garras. De modo que no es posible decir si son jóvenes o adultos. Otros autores observaron más tarde, aunque es probable, pero no es seguro el origen de los rastros, al ser un icnotaxón impide hacer una asignación más precisa a que familia pertenece además las dimensiones y masa de esta criatura aún no están determinadas. Por lo tanto se considera dudoso (nomen dubium). Estudios posteriores de Lockley demostraron que es realmente un pequeño saurópodo.